# Liste der Baudenkmale in Alfhausen
In der Liste der Baudenkmale in Alfhausen sind die Baudenkmale der niedersächsischen Gemeinde Alfhausen aufgelistet.
| Lage                                                                       | Bezeichnung                                                | Beschreibung | ID       | Bild           |
| -------------------------------------------------------------------------- | ---------------------------------------------------------- | ------------ | -------- | -------------- |
| Heeke, Bruchstr. 46 52° 30′ 58″ N, 7° 58′ 26″ O                            | Ehemaliges Haupthaus zu Hof Dresing (Gebäude transloziert) |              | 51       | BW             |
| Heeke, Brandewieden Boll 63 52° 31′ 3″ N, 7° 56′ 35″ O                     | Ehemaliges Heuerhaus                                       |              | 45787847 | BW             |
| Alfhausen, Thiener Str. 7 52° 29′ 53″ N, 7° 57′ 8″ O                       | Heuerhaus zu Hof Ratermann (jetzt Heimathaus)              |              | 256      | Weitere Bilder |
| Alfhausen, Thiener Str. 52° 29′ 53″ N, 7° 57′ 4″ O                         | Alte Schmiede                                              |              | 360      | Weitere Bilder |
| Heeke, Meppenburg 65 52° 31′ 33″ N, 7° 58′ 16″ O                           | Ehemaliges Gut Meppenburg                                  |              | 479      | BW             |
| Wallen, Friesenweg 21 52° 30′ 4″ N, 7° 55′ 31″ O                           | Heuerhaus zu Hof Gerwin                                    |              | 45806685 | BW             |
| Heeke, Im Wellbrock 18 52° 30′ 54″ N, 7° 58′ 23″ O                         | Scheune zu Hof Zumdresch                                   |              | 45790191 | BW             |
| Alfhausen, Gosestr. 23 52° 30′ 4″ N, 7° 57′ 41″ O                          | Hof Holzgrefe                                              |              | 837      | BW             |
| Thiene, Thiener Dorf 26 52° 29′ 25″ N, 7° 56′ 24″ O                        | Hof Alberkempe                                             |              | 947      | BW             |
| Thiene, Thiener Dorf 26 52° 29′ 25″ N, 7° 56′ 24″ O                        | Haupthaus zu Hof Alberkempe                                |              | 947.1    | BW             |
| Thiene, Thiener Dorf 26 52° 29′ 25″ N, 7° 56′ 24″ O                        | Scheune zu Hof Alberkempe                                  |              | 947.2    | BW             |
| Thiene, Thiener Dorf 26 52° 29′ 25″ N, 7° 56′ 24″ O                        | Backhaus zu Hof Alberkempe                                 |              | 947.3    | BW             |
| Heeke, Hadern 77 52° 31′ 1″ N, 8° 0′ 6″ O                                  | Heuerhaus zu Hof Speckjohann                               |              | 45789867 | BW             |
| Thiene, Auf dem Boll 4 52° 29′ 0″ N, 7° 55′ 18″ O                          | Haupthaus zu Hof Sudendey                                  |              | 1063     | BW             |
| Thiene, Auf dem Boll 4 52° 29′ 0″ N, 7° 55′ 18″ O                          | Speicher zu Hof Sudendey                                   |              | 45796499 | BW             |
| Alfhausen, Gosestr. 22 52° 30′ 1″ N, 7° 57′ 44″ O                          | Ehemaliger Hof Schröring                                   |              | 1084     | BW             |
| Alfhausen, Thiener Str. 9 52° 29′ 52″ N, 7° 57′ 7″ O                       | Ehemaliges Pastorat                                        |              | 1085     | BW             |
| Thiene, Auf dem Boll 145 52° 29′ 22″ N, 7° 54′ 52″ O                       | Heuerhaus zu Hof Schwertmann                               |              | 1141     | BW             |
| Alfhausen, Rühenhookstraße 52° 29′ 58″ N, 7° 56′ 47″ O                     | Ahlerts Klause                                             |              | 1288     | Weitere Bilder |
| Alfhausen, Auf der Horst 70 52° 30′ 17″ N, 7° 58′ 42″ O                    | Villa Schriever, ehemaliges Gut Horst                      |              | 1315     | BW             |
| Wallen, Ankumer Str. 10 52° 30′ 20″ N, 7° 55′ 53″ O                        | Kruzifix zu Hof Lokenberg                                  |              | 45811340 |                |
| Wallen, Ankumer Str. 10 52° 30′ 23″ N, 7° 55′ 54″ O                        | Backhaus zu Hof Lokenberg                                  |              | 45811296 | BW             |
| Wallen, Ankumer Str. 10 52° 30′ 23″ N, 7° 55′ 54″ O                        | Scheune mit Göpel zu Hof Lokenberg                         |              | 45811112 | BW             |
| Thiene, Ueffelner Str. 152 52° 28′ 51″ N, 7° 55′ 19″ O                     | Doppelheuerhaus zu Hof Sudendey                            |              | 2245     | BW             |
| Wallen, Mühlenstr. 1 52° 30′ 50″ N, 7° 56′ 29″ O                           | Ehemalige Mühle                                            |              | 45811387 | BW             |
| Heeke, Mühlenweg 12 52° 30′ 53″ N, 7° 57′ 38″ O                            | Haupthaus zu Hof Böhling                                   |              | 2421     | BW             |
| Heeke, Hellweg 9 52° 30′ 58″ N, 7° 57′ 40″ O                               | Backhaus                                                   |              | 2422     | BW             |
| Alfhausen, Auf der Horst 70 52° 30′ 17″ N, 7° 58′ 42″ O                    | Klause zu Gut Horst                                        |              | 2427     | BW             |
| Heeke, Am Mühlenbach 11 52° 31′ 3″ N, 7° 57′ 50″ O                         | Hofkreuz zu Hof Beckmann                                   |              | 45788456 | BW             |
| Heeke                                                                      | Kruzifix                                                   |              | 2429     |                |
| Heeke, Dillesch 1 52° 31′ 17″ N, 7° 58′ 23″ O                              | Hofkreuz                                                   |              | 45788765 | BW             |
| Heeke, Hellweg, Heeker Str. 52° 30′ 53″ N, 7° 57′ 48″ O                    | Kruzifix                                                   |              | 45788173 | BW             |
| Heeke, Dillesch, Bruchstr. 52° 30′ 58″ N, 7° 57′ 57″ O                     | Klause                                                     |              | 45789674 |                |
| Alfhausen, Am Kirchhof 2, 4, 6, 10, Hauptstr. 6 52° 30′ 1″ N, 7° 57′ 11″ O | Ensemble Kirchhof                                          |              | 2785     | Weitere Bilder |
| Alfhausen, Am Kirchhof 2 52° 29′ 59″ N, 7° 57′ 9″ O                        | Wohnhaus                                                   |              | 2785.1   |                |
| Alfhausen, Am Kirchhof 4 52° 29′ 59″ N, 7° 57′ 10″ O                       | Fachwerkgebäude                                            |              | 2785.2   |                |
| Alfhausen, Am Kirchhof 6 52° 30′ 0″ N, 7° 57′ 10″ O                        | Ehemaliger Kirchhofspeicher                                |              | 2785.3   |                |
| Alfhausen, Am Kirchhof 8 52° 30′ 0″ N, 7° 57′ 11″ O                        | Hof Haarmeyer                                              |              | 2785.4   |                |
| Alfhausen, Am Kirchhof 10 52° 30′ 1″ N, 7° 57′ 12″ O                       | Wohn- und Geschäftshaus                                    |              | 2785.5   |                |
| Alfhausen, Hauptstr. 6 52° 30′ 0″ N, 7° 57′ 8″ O                           | Ehemaliger Kirchhöfer                                      |              | 2785.6   |                |
| Alfhausen, Hauptstr. 52° 30′ 1″ N, 7° 57′ 9″ O                             | Pfarrkirche St. Johann                                     |              | 2785.7   | Weitere Bilder |
| Alfhausen, Hauptstr. 52° 30′ 1″ N, 7° 57′ 9″ O                             | Kruzifix                                                   |              | 2785.8   | BW             |
| Alfhausen, Hauptstr. 52° 30′ 1″ N, 7° 57′ 9″ O                             | Kreuzigungsgruppe                                          |              | 2785.9   | BW             |
| Alfhausen, Heeker Esch 52° 29′ 50″ N, 7° 57′ 10″ O                         | Kreuzigungsgruppe                                          |              | 45781822 | BW             |
| Alfhausen, In der Heide 38 52° 30′ 12″ N, 7° 55′ 42″ O                     | Heuerhaus zu Hof Alberding                                 |              | 45811450 | BW             |

## Denkmaleigenschaft erloschen
| Lage                                                | Bezeichnung     | Beschreibung | ID   | Bild |
| --------------------------------------------------- | --------------- | ------------ | ---- | ---- |
| Alfhausen, Thiebrink 14 52° 29′ 14″ N, 7° 55′ 37″ O | Hof Schwertmann |              | 1623 | BW   |